# Tomás Gutiérrez
Pour les articles homonymes, voir Gutiérrez.
Gutiérrez  Chávez est un nom espagnol. Le premier nom de famille, en général paternel, est Gutiérrez ; le second, en général maternel, souvent omis, est Chávez.
Tomás Francisco Gutiérrez Chávez (7 mars 1817 – 26 juillet 1872) est un militaire et homme d'État péruvien. 
Il prend le pouvoir par un coup d'État renversant le président José Balta et dirige le Pérou, du 22 juillet 1872 au 26 juillet 1876, avec ses deux frères, Silvestre et Marceliano, jusqu'au jour où ils sont lynchés par la foule.